# マペット放送局
マペット放送局（まぺっとほうそうきょく、原題：Muppets Tonight）は、ジム・ヘンソン・プロダクション制作の番組である。1996年製作。30分番組で全22話（第22話は総集編）。

## 概要
劇中番組「マペット放送局」が放送されている様子を、時に視聴者から見える視点で、時に放送中のスタッフを映した視点で描く。なお、「マペット放送局」は劇中内で常に視聴率50%近い数値を叩き出し、エンディングはNG集を含めた未放送映像。毎回ハリウッドなどのスターが、マペットと共演する。エグゼグディブ・プロデューサーは、ジム・ヘンソンの息子、ブライアン・ヘンソン。
日本では、NHK教育テレビジョンにおいて1997年10月18日から1998年3月28日まで毎週土曜18時50分 - 19時15分に放送され、2002年3月5日から3月14日まで深夜に再放送された。CS放送においては3004年1月18日から時期不明までニコロデオンで放送されたことがある。

## 出演

### マペット
- カーミット - 安原義人
開演時刻にゲストを紹介しているがよく観客に押し潰されている。一度だけ3匹に分身したことがある（これは「中年の危機」だったらしい）。
- クリフォード - 落合弘治[6]
司会者。普段はくつろいだ性格だがショーを盛り上げる圧力で時折冷静さを欠いてしまう。彼によるとマペット放送局は「安全ネットも壊す危険も冒す番組」。
「リアルワールドマペット」では、一向に解決しないルームメイト会議を取り仕切るはめになったり、入浴中や就寝中にルームメイトが押しかけてきたりと散々な目に遭っている。
- ゴンゾ - 塩屋浩三
総集編ではリゾと共に司会の代理を務めたこともある。しかし放送開始直後「放送3000周年を迎えた」と発言してしまう。お気に入りのVTRは「痛そうなヤツ」。それをリゾは「名作VTRならぬ悲鳴VTR」と称して放映した。「若き砲弾達」というネタでは大砲の弾を無差別に発射し、局内が大混乱になった。
- リゾ - 石野竜三[7]
ネズミ。AD的な立場。常にインカムを付けている。クリフォードを「チーフ」と呼ぶ。
- ドクターフィル - 北村弘一
恐怖の実験室というコーナーを担当する自称「優しい獣医さん」。マッドサイエンティストを思わせる風貌をしている。「世にも恐ろしい」というコーナーのキャッチコピーや不気味なセットとは裏腹にあまり怖くはない。恐怖の映像と称して、クリスマスのホームビデオや、感謝祭の大好きな七面鳥のビデオを流している。マルチという助手を引き連れている。かなり酒癖が悪くクリスマスパーティーのビデオでは思い切り泥酔していた。ちなみに、妻は助手のマルチの姉のようである。
掴みどころの挨拶は「そこの貴方、どうだ怖いだろう？もちろん当然だ」。
- ミス・ピギー - 小形満[8]
豚。女優だが少々乱暴な面もある。何故か無重力の空間でも体が浮かなかった。
- ウォルドーフ - 北村弘一
老人ホームに入所している老人。スタトラーとセットで登場する。マペット放送局を見ながら文句や皮肉を言っては大笑いしている。
- スタトラー - 西川幾雄
老人ホームに入所している老人。ウォードルフとセットで登場する。マペット放送局を見ながら文句や皮肉を言っては大笑いしている。
- ブンゼン - 江原正士
科学者。本人曰く「科学しか頭にない孤独な男」。過去に「本当の自分」を解放して大暴れ（バイクに乗ってスタジオのドアを破壊して登場する、ラップを披露する、メガネを外したうえ、手放しでモーターボートを運転するなど）したが「こんなのは私じゃない」と元の科学者に戻った。
普段は「ハイパーレーザー銃の死の綿棒」「ちっちゃく縮むマシーン」「リンカーン型ロボット」といった危険なものを発明している。
- ビーカー - 小形満
ブンゼンの助手。殆ど「マ」行の言葉しか喋らないがマペット達には通じる模様。
- ジョニー・フィアマ - 大塚芳忠
ジェントルマンといった風貌が印象的。マネージャーであるサルを信頼しているようだが、結果悲惨な目に遭うこともしばしば。自分を見失ったブンゼンを励ますため服を買いに行かせた、が、その判断は正しかったかどうかは不明。軽度のマザコン。
- サル・ミネラ - 高木渉
ジョニー・フィアマのマネージャー兼付き人（付き猿？）。通称「サル」。いかなるときもジョニー・フィアマの側に付き「ジョニー・フィアマ様のお通りだ道を開けろ！天下のジョニー・フィアマ様だ！」と怒鳴り散らすように人込みを掻き分けていく。飛んできた砲弾からジョニー・フィアマを守るなど忠誠心は非常に高く、「付き人の鏡」「大切な右腕」と言われた。
しかしジョニー・フィアマにはため口を使うことも多く、口が非常に悪い。また、仕事をほったらかしながらも、整骨医や針治療の勉強をしていたりするなど、マルチな才能を発揮するが、整骨については首が180度反転したり背骨が曲がったりと出来は散々（但しジョニーだけでなく、ゴンゾやカーミットにも「首の調子が良くなった」「痛みが治った」と好評である）。
- ランディ、アンディ - 荒川太郎（ランディ）、石黒久也（アンディ）
双子の豚。政治コメントコーナー等で毎回のように放送事故を起こしている。
かなりの方向音痴らしくミス・ピギーを放送局まで送るのに道に迷い何故か砂漠に行ってしまった事がある。
- スパメラ・ハムダーソン - 神代知衣
- ボーボー - 塩屋浩三
熊。警備員。休憩時間に何故か行水をしている。また、暇な時に紙屑をゴミ箱に投げ入れて遊んでいたりする。
かなり食い意地の張った性格で、何かを食べている描写が多い。特に「リアルマペットワールド」では他人の食べ物を勝手に食べていることをリゾから非難された。
- ぺぺ - 高木渉
食堂の料理人。エビ。シーモアとコンビを組む。自称あわてんぼう。良い香りを漂わせたらソースをかけて食べられてしまうらしい。
普段は食堂で働いているが時折番組に出演することもある。一応ボケ役だが、あまりのネタの寒さに会場が凍りついたり、観客にネタが通じていないと思い込み無意味な解説を入れて更に空気が悪くなったりすることも決して珍しくない。果てに本番中なのに「このネタはまだ完成していない」「そこら辺は後で考える」と言ってしまったりと出来は散々。
主な持ちネタは「似たものさん」。
- シーモア - 後藤敦
食堂の料理人。ゾウ。自称のんびり屋。ぺぺとコンビを組む。一応ツッコミ役。相棒であるペペとネタの打ち合わせをしていないのか、ペペのボケに対応できなかったことさえある。
巨大なイカを調理しようとしてイカに絡みつかれた事がある。
- カール - 大川透
超能力者。通称お化けうさぎ。何でも食べる。目覚まし時計を食べて腹でベルが鳴り出したり、未来を予言するはずのゲストをまるかじり（丸呑み）してしまったり、列に並んでいたカエルを食べたりと、何かと食べてる描写が多い。「素早く答えろ」では罰ゲームの執行役として出演している。
流す予定だったテープを機械ごと食べてしまい放送内容が総集編になったことがある。
- フォジー - 江原正士
- サム - 水野龍司
政治コメントコーナーを担当する。生真面目な人物なのだが、毎回のようにゲストの横暴によりコーナーが崩壊してしまうため頭を抱えている。
- ナイジェル - 後藤敦
総合進行担当。スケジュール変更がかかるとすぐヒステリーを起こしてしまう。この時は声が裏返り早口になる。
- チャンプ・シュイーマン - 大塚芳忠
- ポリー - 宝亀克寿
バーの店主。クルーレスとコンビを組んでいる。奇妙なカクテルを提供することが多い。
- クルーレス - 大川透
バーの店員。ポリーとコンビを組んでいる。ポリーの言葉を受けブラックジョークを吐いた後、歌を披露するのがお約束。
- ミセス・ドッグ - 梅田貴公美
- ダーシー - 冬馬由美
シンガーソングライター。幼いころは学校へは通っておらず、家庭教師であるオオカミに育てられた。そのためか歌詞はかなりバイオレンスな内容であり、子供達は泣き出すという。しかし当の本人は「歌っているときは一番弱い本当の私になる」と主張している。
- プードルパンツ - 江原正士
おしゃべりな楽天家。合唱団の指揮者を務めるが投げ出してしまったり、サスペンスドラマの殺され役で「別に死んでいない、演技だから」と言うなど演技力はあまり高くない。
- ジピティ - 安原義人
- ゲイリー・カウエンガ - 沢りつお

### カメオ出演
- ミシェル・ファイファー（高島雅羅）
- マーティン・ショート（三ツ矢雄二）
- ポーラ・アブドゥル（松本梨香）
- ビリー・クリスタル（中尾隆聖）
- ラリー・キング（小山武宏）
- ガース・ブルックス（石塚運昇）
- レナード・ニモイ（水野龍司）
- ジョン・グッドマン（島香裕）
- シンディ・クロフォード（田中敦子）
- サンドラ・ブロック（水谷優子）
- トニー・ベネット（穂積隆信）
- ウーピー・ゴールドバーグ（水原リン[9]）
- ジョセフ・ワブナー元判事（岩田安生）
- ウィリアム・シャトナー（仲野裕）
- ヘザー・ロックリア（湯屋敦子）
- ジェイソン・アレクサンダー（稲葉実）
- ピアース・ブロスナン（家中宏）
- アーセニオ・ホール（小野健一）
- ジェイ・レノ（秋元羊介[10]）
- キャシー・アイアランド（冬馬由美）
- ドン・リックルズ（滝口順平）
- クーリオ（堀内賢雄）
- バーナード・ショー（岩田安生）
- エド・マクマホン（塚田正昭）
- ギルバート・ゴットフリード（鈴木勝美）
- アンディ・マクドウェル（相沢恵子）
- ジョージ・タケイ（岩崎ひろし）
- ボブ・キーシャン（松岡文雄）
- ベン・シュタイン
- ペン＆テラーのペン（福田信昭）
- キャシー・ナジミー（速見圭）
- イベンダー・ホリフィールド（大友龍三郎）
- O(＋>(The Artist Formerly Known As Prince)（名前を記号に改名した後であり、名前を音声で伝えることが不可能になっていたため、クリフォードやリゾ達が記号を書いた看板を持ち歩き、名前を出す度に看板を見せるという措置をとっていた。日本語訳ではプリンス自身による自己紹介時と、カーミットによるゲスト紹介時には「かつてプリンスと呼ばれたアーティスト」、字幕では「元プリンス」として紹介された。

）（石田彰）
- リック・モラニス（牛山茂）
- ペイジ・ハンナ（浅野まゆみ）＆ダリル・ハンナ（川上とも子）姉妹
- ジョニー・マティス

## 番組内のコーナー
実在するドラマや映画のパロディが多く含まれている。
- E-I-E-I-O-R
ER緊急救命室のパロディ。ナレーションでは「意味の無いお話」「（こんな番組を見るから）時間が無駄になってしまった」という皮肉的な解説をされている。
- エルビスと巡る歴史の旅
- 恐怖の実験室
マッドサイエンティストを思わせるドクターフィルに加え、不気味な実験室に檻に入れられた怪しげな生物と、セットや雰囲気だけは不気味に作られている。しかし、その内容は親を夕食にしてしまった豚や、感謝祭を喜ぶ七面鳥を紹介したり、時としてクリスマスパーティを映したホームビデオを流してしまうなど、「怖い」という要素はほとんどない。
- 素早く答えろ
クイズ番組。正解を出せた回答者がいないことからか視聴率が悪いため、司会が答えをばらすという行為にも出たが、それでも正解は出なかった。
- ブタートレック
スタートレックのパロディ。
- ベイ・ピッグ・ウォッチ
ベイウォッチのパロディ。
- マペットクラシック劇場
- 鷲の巣
政治コメントコーナー。担当のサム・イーグルは終始一貫して真面目に政治を語ろうとするのだが、ゲストが遅刻や無断欠席をしたり、代理のゲストがコーナーを崩壊させたりと、政治コメントコーナーとしてまともに機能したことはほとんどない。
- リアルマペットワールド
クリフォード、ボーボー、ビル、ダーシー、リゾの5人が、1軒の家で共同生活を送る日々を描く。

## エピソード

### シーズン1
| 話数 | 話数 | ゲスト                     | 放送日        | 放送日         |
| ---- | ---- | -------------------------- | ------------- | -------------- |
| 1    | 1    | ミシェル・ファイファー     | 1996年3月8日  | 1997年10月18日 |
| 2    | 5    | ガース・ブルックス         | 1996年3月15日 | 1997年11月15日 |
| 3    | 4    | ビリー・クリスタル         | 1996年3月22日 | 1997年11月8日  |
| 4    | 6    | ジョン・グッドマン         | 1996年3月29日 | 1997年11月22日 |
| 5    | 7    | シンディ・クロフォード     | 1996年4月5日  | 1997年11月29日 |
| 6    | 9    | トニー・ベネット           | 1996年4月12日 | 1997年12月13日 |
| 7    | 8    | サンドラ・ブロック         | 1996年6月23日 | 1997年12月6日  |
| 8    | 12   | ジェイソン・アレクサンダー | 1996年6月30日 | 1998年1月10日  |
| 9    | 10   | ウーピー・ゴールドバーグ   | 1996年7月7日  | 1997年12月20日 |
| 10   | 2    | マーティン・ショート       | 1996年7月14日 | 1997年10月25日 |

### シーズン2
| 話数 | 話数 | ゲスト                         | 放送日         | 放送日         |
| ---- | ---- | ------------------------------ | -------------- | -------------- |
| 11   | 19   | 元プリンス                     | 1997年9月13日  | 1998年2月28日  |
| 12   | 20   | リック・モラニス               | 1997年9月14日  | 1998年3月7日   |
| 13   | 11   | ヘザー・ロックリア             | 1997年9月21日  | 1997年12月27日 |
| 14   | 13   | ピアース・ブロスナン           | 1997年10月12日 | 1998年1月17日  |
| 15   | 15   | クーリオとドン・リックルズ     | 1997年10月19日 | 1998年1月31日  |
| 16   | 3    | ポーラ・アブドゥル             | 1997年11月2日  | 1997年11月1日  |
| 17   | 16   | デニス・クエイド               | 1997年11月16日 | 1998年2月7日   |
| 18   | 14   | アーセニオ・ホール             | 1997年12月7日  | 1998年1月24日  |
| 19   | 22   | 総集編                         | 1997年12月21日 | 1998年3月28日  |
| 20   | 18   | キャシー・ナジミー             | 1997年12月28日 | 1998年2月21日  |
| 21   | 17   | アンディ・マクダウェル         | 1998年1月4日   | 1998年2月14日  |
| 22   | 21   | ダリル・ハンナとペイジ・ハンナ | 1998年2月8日   | 1998年3月21日  |

## 日本語版スタッフ
- 日本語版台本 - 荒木小織
- 日本語版スタッフ - 加藤敏（演出）、阿部佳代子（調整）